# Tramway d'Adélaïde-Glenelg
Le tramway d'Adelaïde - Glenelg est la ligne de tramway reliant la ville d'Adélaïde à celle de Glenelg, en Australie. Ouverte en 1873, elle totalise 15 kilomètres de long.

## Réseau actuel

### Matériel roulant
| Constructeur | Modèle          | Nombre | Numérotation  | Années delivraison | Longueur  |
| ------------ | --------------- | ------ | ------------- | ------------------ | --------- |
| Bombardier   | Flexity Classic | 15     | nos 101 à 115 | 2005 - 2006 - 2008 | 30 mètres |
| Alstom       | Citadis 302     | 6      | nos 201 à 206 | 2009               | 32 mètres |